# Nirmala Devi (zapaśniczka)
Nirmala Devi (ur. 26 czerwca 1984) – indyjska zapaśniczka walcząca w stylu wolnym. Siedemnasta na mistrzostwach świata w 2010. Dziewiąta na igrzyskach azjatyckich w 2010. Mistrzyni Azji w 2020; piąta w 2010. Ósma w indywidualnym Pucharze Świata w 2020 roku. 
Wicemistrzyni igrzysk Wspólnoty Narodów w 2010. Mistrzyni Wspólnoty Narodów w 2005, 2007 i 2013, a druga w 2009 i 2017 roku.